# Шанлинь
Шанли́нь (кит. упр. 上林, пиньинь Shànglín) — уезд городского округа Наньнин Гуанси-Чжуанского автономного района (КНР).

## История
Ещё в IV веке, во времена империи Цзинь, в этих местах был создан уезд Синьлинь (新林县). Во времена империи Лян в 537 году был создан ещё и уезд Линфан (领方县). После объединения китайских земель в империю Суй вся эта территория в конце VII века оказалась в составе уезда Линфан. После смены империи Суй на империю Тан из уезда Линфан было выделено 6 других уездов, одним из которых и стал уезд Шанлинь.
После того, как в декабре 1949 года провинция Гуанси была занята войсками НОАК и вошла в состав КНР, уезд был включён в состав Специального района Умин (武鸣专区). В декабре 1950 года Специальный район Умин был расформирован, и с 1951 года уезд перешёл в состав Специального района Наньнин (南宁专区). В конце 1951 года Специальный район Наньнин был расформирован, и уезд перешёл в состав Специального района Биньян (宾阳专区). В декабре 1952 года в провинции Гуанси был создан Гуйси-Чжуанский автономный район (桂西壮族自治区), а в 1953 году Специальные районы Биньян и Чунцзо были объединены в Специальный район Юннин (邕宁专区) Гуйси-Чжуанского автономного района. В 1956 году Гуйси-Чжуанский автономный район был переименован в Гуйси-Чжуанский автономный округ (桂西僮族自治州). В 1958 году автономный округ был упразднён, а вся провинция Гуанси была преобразована в Гуанси-Чжуанский автономный район. Специальный район Юннин был при этом переименован в Специальный район Наньнин (南宁专区). 
В декабре 1958 года уезда Биньян и Шанлинь были объединены в уезд Биньлинь (宾林县), но уже в мае 1959 года были воссозданы в прежних границах.
В 1971 году Специальный район Наньнин был переименован в Округ Наньнин (南宁地区).
Постановлением Госсовета КНР от 23 декабря 2002 года округ Наньнин был упразднён, и уезд перешёл в состав городского округа Наньнин.

## Административное деление
Уезд делится на 7 посёлков, 3 волости и 1 национальную волость.